# 永古約省
永古約省（西班牙語：Provincia de Yunguyo），是秘魯的省份，位於該國東南部普諾大區，首府是永古約，始建於1984年12月28日，海拔高度3,826米，面積290平方公里，2007年人口47,400，人口密度每平方公里163人。